# Frémeur
Der Frémeur ist ein Fluss in Frankreich, der im Département Côtes-d’Armor in der Region Bretagne verläuft. Er entspringt beim Weiler St-Maleu an der Gemeindegrenze von Plumaugat und Broons, entwässert in einem Bogen von Nordost nach Südost durch ein dünn besiedeltes Gebiet und mündet nach rund 20 Kilometern an der Gemeindegrenze von Caulnes und Guenroc als linker Nebenfluss in die Rance.

## Orte am Fluss
(Reihenfolge in Fließrichtung)
- St-Maleu, Gemeinde Broons
- Le Brigneuc, Gemeinde Plumaugat
- Le Vau Pitou, Gemeinde Yvignac-la-Tour
- Le Pont Auger, Gemeinde Caulnes
- La Mercerie, Gemeinde Caulnes
- La Roche, Gemeinde Guenroc